# 林昊
林昊，福建福州府闽县人，明朝政治人物、進士出身。
成化十三年，福建丁酉乡试中舉。成化十四年，登戊戌科會試中進士，官至户部主事。
曾祖父林君禮。祖父林原善。父亲林庸。